# فيمليكافيلاغ هافنارفيارذار
فيمليكافيلاغ هافنارفيارذار، يشار إليه عادة بإف إتش، (بالأيسلندية: Fimleikafélag Hafnarfjarðar) هو نادي كرة قدم أيسلندي مقره في هافنارفيورذور. فاز الفريق بالبطولة الوطنية التي تدعى أورفالسديلد في ست مناسبات، بما في ذلك أحدثها عام 2012. الملعب البيتي للنادي هو كابلاكريكي وتبلغ سعته 6,000 مقعد.

## وصلات خارجية
- الموقع الرسمي
- موقع أنصار الفريق
- منتدى الأنصار